# Kuusisaari (ö i Lappland, Norra Lappland, lat 69,14, long 28,67)
Kuusisaari är en ö i Finland. Den ligger i sjön Nammijärvi och i kommunen Enare i den ekonomiska regionen Norra Lappland och landskapet Lappland, i den norra delen av landet, 1 000 km norr om huvudstaden Helsingfors. Öns area är 2,4 hektar och dess största längd är 280 meter i nord-sydlig riktning.